# Erich Weishaupt
Erich Weishaupt (* 16. Mai 1952 in Kaufbeuren) ist ein ehemaliger deutscher Eishockeytorwart, der von 1970 bis 1987 für den ESV Kaufbeuren, den Berliner Schlittschuhclub, den Mannheimer ERC und die Düsseldorfer EG in der Eishockey-Bundesliga spielte. Er stand von 1975 bis 1986 im Tor der deutschen Eishockeynationalmannschaft. Er ist Mitglied der deutschen Eishockey Hall of Fame.

## Karriere
Mit dem Eishockey begann Erich Weishaupt in seiner Heimat beim ESV Kaufbeuren. Dort wurde er schon mit dem Nachwuchs deutscher Meister. Auch er konnte den Abstieg aus der Bundesliga 1975 nicht verhindern. Nach der Eishockey-Weltmeisterschaft 1975, bei der er mit der deutschen Eishockeynationalmannschaft den Aufstieg in die A-Gruppe und die Qualifikation für Olympia schaffte, holte ihn Xaver Unsinn, der zu dieser Zeit Nationaltrainer und Trainer vom Berliner SC war, an die Spree. Mit den Berlinern wurde er gleich in der ersten Saison deutscher Meister und als zweiter Torwart holte er Bronze bei den Olympischen Spielen in Innsbruck. Für diesen Erfolg erhielt er – zusammen mit der deutschen Eishockey-Olympiamannschaft – das Silberne Lorbeerblatt.
Mit Unsinns Rücktritt als Nationaltrainer 1977 trat auch Weishaupt zurück, kehrte aber 1978 in das deutsche Tor zurück und war ebenfalls bei der Eishockey-Weltmeisterschaft 1979 im Kader. Sein Wechsel von Berlin nach Mannheim 1978 sorgte für Wirbel. Obwohl ordnungsgemäß von Berlin verpflichtet, erhielt der Mannheimer ERC wegen internen Querelen zwischen dem Berliner SC und den vorgeschalteten Eissport Berlin KG und Eishockey Berlin KG den Spielerpass erst nach der offiziellen Transferfrist, so dass der DEB am 8. November alle bis dahin erspielten Punkte aberkennen wollte. Mannheim und der mit einem anderen Spieler ebenso betroffene SB Rosenheim erwirkten eine einstweilige Verfügung, so dass an einem Wochenende alle Bundesligaspiele abgesagt wurden. Vor einem ordentlichen Gericht gewannen die Vereine schließlich gegen den Verband.
Insgesamt aber hatte Weishaupt in Mannheim seine schönste Zeit. 1979 wurde er zum Spieler des Jahres gewählt und 1980 holte er mit dem Mannheimer ERC die deutsche Meisterschaft. 1983 spielte er wieder bei der Eishockey-Weltmeisterschaft und wechselte dann zur Düsseldorfer EG. Mit der Eishockey-Weltmeisterschaft 1986 trat er von der großen Bühne ab. 
Er kehrte ins Allgäu zurück und spielte noch ein Jahr beim EA Kempten in der zweiten Liga, wandte sich aber dann seinem Beruf als Zahntechniker zu.

## Statistik
In 15 Bundesligajahren brachte es Weishaupt auf 606 Spiele, in denen er 100 Strafminuten erhielt.
In der Nationalmannschaft spielte er 107 Mal.